# Rue Saint-Maur
Rue Saint-Maur – stacja linii nr 3 metra  w Paryżu. Stacja znajduje się w 11. dzielnicy Paryża.  Została otwarta 10 października 1904 r.